# Union des églises baptistes évangéliques du Chili
L’Union des églises baptistes évangéliques du Chili (espagnol : Unión de Iglesias Evangélicas Bautistas de Chile) est une association chrétienne évangélique d'églises baptistes au Chili.  Elle est affiliée à l’Alliance baptiste mondiale. Son siège est situé à Santiago. 

## Histoire

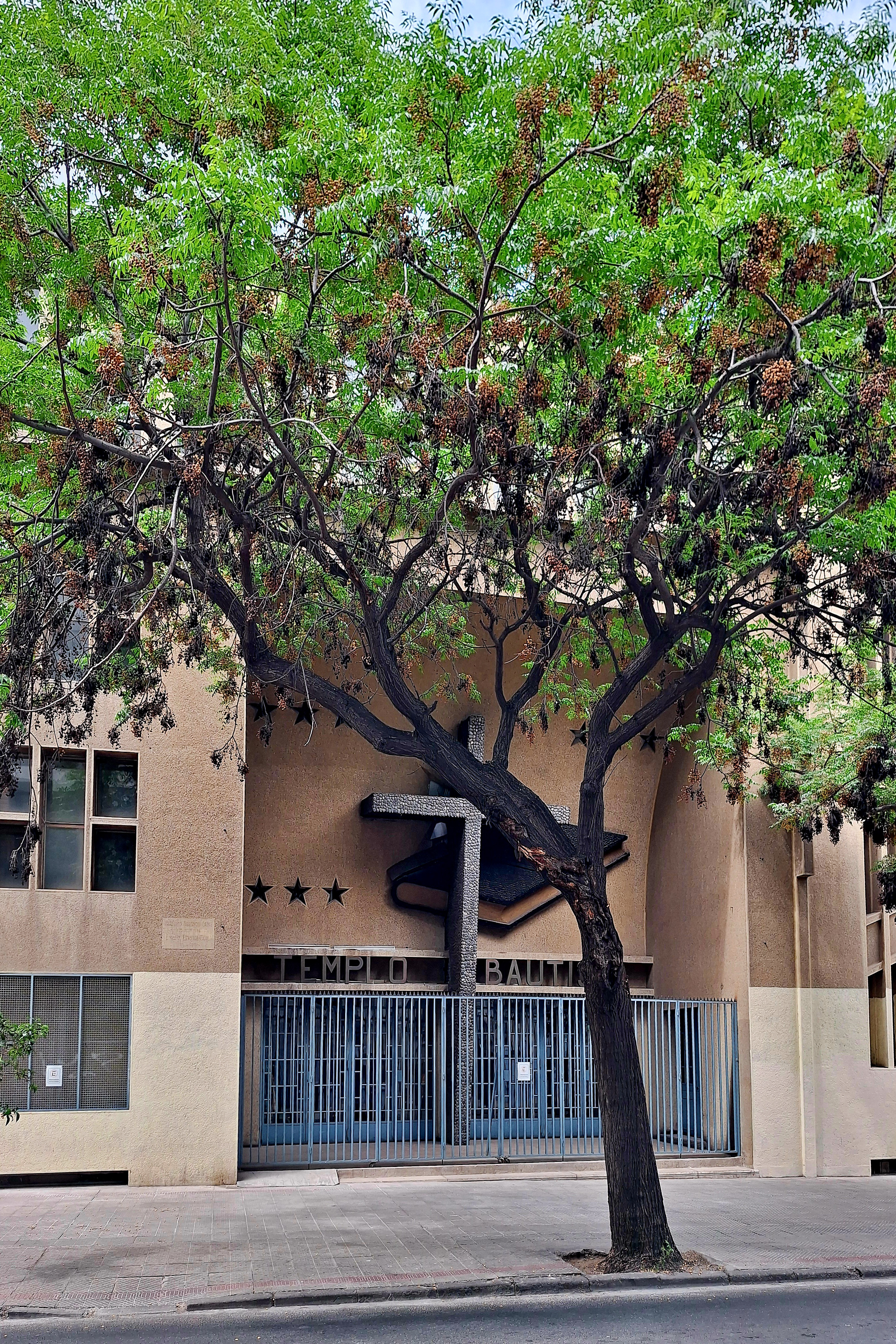
Première église baptiste évangélique de Santiago.

L’Union a ses origines dans une mission du pasteur écossais Daniel T. MacDonald en 1890 .   Elle est officiellement fondée en 1908 à Cajón, près de Temuco, par 6 églises sous le nom de Convención Evangélica Bautista de Chile. En 2001, elle a pris son nom actuel . Selon un recensement de l’association, en 2023 elle disait avoir 539 églises et 25,749 membres.

## Organisation missionnaire
La convention a une organisation missionnaire, Dirección Nacional de Misiones .

## Programmes sociaux
Elle a une organisation humanitaire, Fundación Bautista PARA AMAR .

## Écoles
En 1938, elle a fondé le Séminaire théologique baptiste de Santiago.